# Eurycope curtirostris
Eurycope curtirostris är en kräftdjursart som beskrevs av Yakov Avadievich Birstein 1963. Eurycope curtirostris ingår i släktet Eurycope och familjen Munnopsidae. Inga underarter finns listade i Catalogue of Life.